# The Gentlemen (serie de televisión)

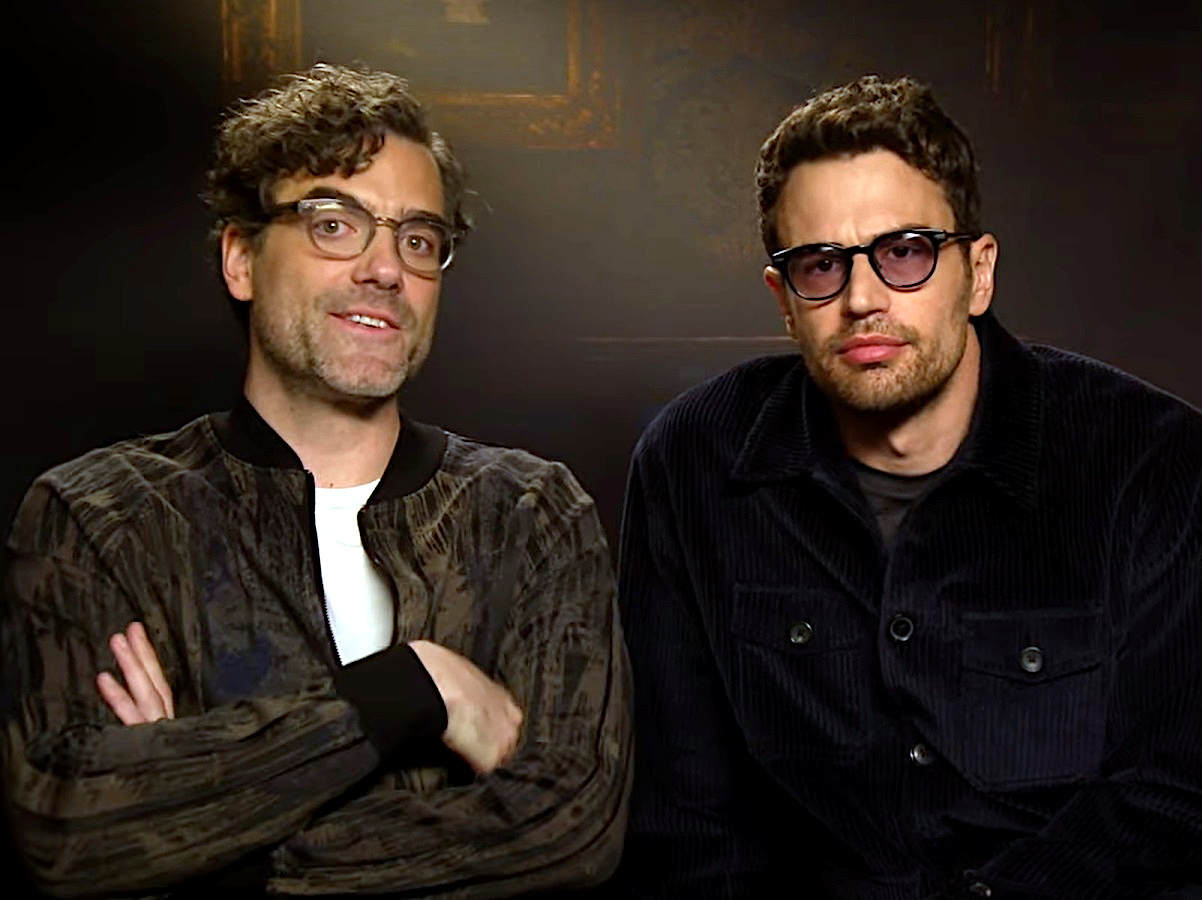
Daniel Ings y Theo James durante entrevista realizada en 2024 por Margaret Gardiner

The Gentlemen (en español: Los caballeros) es una serie de televisión de comedia de acción creada por Guy Ritchie para Netflix. Es una producción derivada de la película homónima de 2019 de Ritchie. Está protagonizada por Theo James en el papel principal y tuvo su estreno mundial el 7 de marzo de 2024.
En agosto de 2024, la serie se renovó para una segunda temporada.

## Sinopsis
Edward Horniman hereda inesperadamente una propiedad de 15.000 acres y el título de duque de Halstead por voluntad y testamento de su padre recientemente fallecido. El título contiene una ley especial que le permite pasar al segundo hijo. Sin embargo, descubre que la tierra se ha convertido en parte de un imperio de cultivo de marihuana que dirige Bobby Glass. Ahora debe navegar por un mundo de personajes eclécticos y peligrosos, mientras intenta proteger su hogar y mantenerse con vida.

## Reparto

### Principales
- Theo James como Edward «Eddie» Horniman
- Kaya Scodelario como Susan «Susie» Glass
- Daniel Ings como Frederick «Freddy» Horniman
- Joely Richardson como Lady Sabrina Horniman
- Joshua McGuire como Peter Spencer-Forbes
- Vinnie Jones como Geoffrey Seacombe
- Edward Fox como Archibald Horniman
- Giancarlo Esposito como Stanley Johnston
- Ray Winstone como Robert «Bobby» Glass
- Freddie Fox como Max Bassington
- Kristofer Hivju como Florian de Groot
- Laurence O'Fuarain como JP Ward

### Recurrentes
- Stephane Fichet como Mr. Lawrence
- Jasmine Blackborow como Charlotte «Charly» Horniman
- Chanel Cresswell como Tamasina «Tammy» Horniman
- Pearce Quigley como John «The Gospel» Dixon
- John McGrellis como Errol
- Michael Vu como James «Jimmy» Chang
- Harry Goodwins como Jack Glass
- Alexis Rodney como Emory Stevens
- Mason Antonio Fardowe como Keith
- Logan Dean como Blanket
- Gaia Weiss como Princess Rosanne
- Ruby Sear como Gabrielle
- Max Beesley como Henry Collins

## Episodios
| N.º | Título                                | Dirigido por    | Escrito por                     | Fecha de lanzamiento original |
| --- | ------------------------------------- | --------------- | ------------------------------- | ----------------------------- |
| 1   | «Refined Aggression»                  | Guy Ritchie     | Guy Ritchie y Matthew Read      | 7 de marzo de 2024            |
| 2   | «Tackle Tommy Woo Woo»                | Guy Ritchie     | Guy Ritchie y Matthew Read      | 7 de marzo de 2024            |
| 3   | «Where's My Weed At?»                 | Nima Nourizadeh | Haleema Mirza y Matthew Read    | 7 de marzo de 2024            |
| 4   | «An Unsympathetic Gentleman»          | Nima Nourizadeh | Matthew Read y Billy Mason Wood | 7 de marzo de 2024            |
| 5   | «I've Hundreds of Cousins»            | Eran Creevy     | Stuart Carolan                  | 7 de marzo de 2024            |
| 6   | «All Eventualities»                   | Eran Creevy     | Stuart Carolan                  | 7 de marzo de 2024            |
| 7   | «Not Without Danger»                  | David Caffrey   | John Jackson                    | 7 de marzo de 2024            |
| 8   | «The Gospel According to Bobby Glass» | David Caffrey   | Guy Ritchie y Matthew Read      | 7 de marzo de 2024            |

## Producción
Guy Ritchie comenzó el desarrollo de una serie de televisión inspirada en su película The Gentlemen (2019), la cual también iba a escribir y dirigir con Moonage Pictures y Miramax Television en octubre de 2020. Matthew Read ayudó a Richie a escribir el guion piloto y también se unió como productor ejecutivo en Moonage con Will Gould, además de contar con Netflix como distribuidora. El elenco; incluidos Theo James, Kaya Scodelario, Daniel Ings, Joely Richardson, Giancarlo Esposito, Peter Serafinowicz y Vinnie Jones; se anunció la semana antes de que comenzara el rodaje.
La producción se llevó a cabo en Londres y Badminton House desde noviembre de 2022 hasta junio de 2023. El rodaje tuvo lugar en los estudios de grabación Longcross Studios y West London Film Studios, además de realizarse filmaciones adicionales en locaciones por toda la ciudad de Londres.